# Luna 13
Luna 13, também conhecida como Luna E-6M No.2, foi a designação de uma sonda soviética do Programa Luna usando a plataforma E-6M, com o objetivo de efetuar um pouso suave na Lua.
Depois de um lançamento bem sucedido em 21 de Dezembro de 1966, ela efetuou as correções de curso necessárias, acionou os retrofoguetes conforme o planejado e se tornou a terceira espaçonave a efetuar um pouso suave na superfície da Lua em 24 de Dezembro de 1966, depois da Luna 9 e da Surveyor 1.

## A espaçonave
A espaçonave era baseada na plataforma E-6M uma versão melhorada e reforçada (desenvolvida pelo escritório Lavochkin), em relação à anterior. Pesando 1.620 kg no total, o módulo aterrissador possuía uma esfera de aço no topo pesando 113 kg. Essa esfera era recoberta por bolsas infláveis pouco antes do pouso e liberada a cerca de cinco metros de altura, momentos antes de o módulo aterrissador tocar o solo. Essa esfera, hermeticamente fechada, possuía em seu interior: equipamento de rádio comunicação, dispositivos temporizadores, sistema de controle de temperatura, alimentação, instrumentos científicos e um sistema de transmissão de imagens de televisão.

## Lançamento e percurso
A Luna 13 foi lançada por um foguete Molniya-M (8K78M) as 10:17:00 UTC de 21 de Dezembro de 1966, a partir da plataforma 1/5 do Cosmódromo de Baikonur. Depois de um lançamento bem sucedido e de ter atingido uma órbita de espera de 168 por 219 km e 51,8° de inclinação, o estágio superior do foguete, um Bloco-L, reiniciou e ela foi colocada em trajetória de injeção translunar (uma órbita elíptica alta com 500.000 km de apogeu).

## Descida e pouso
Depois do pouso do módulo aterrissador e da liberação da sonda esférica, esta bateu e rolou algumas vezes, protegida por bolsas de ar, antes de parar a Oeste das crateras Krafft e Seleucus nas coordenadas aproximadas 18°52'N 62°3'W da região conhecida como Oceanus Procellarum (Oceano das Tormentas, em português), as 18:04 UTC do dia 24 de Dezembro de 1966, 8 dias após o seu lançamento.
A Luna 13, foi o terceiro objeto feito pelo homem a pousar num outro corpo celeste, depois da Luna 9, também soviética e da Surveyor 1, Norte americana.

## Operação na superfície
Poucos segundos depois do pouso, as quatro "pétalas" que cobriam a parte superior da sonda esférica se abriram e a estabilizaram na superfície lunar. As antenas assumiram sua posições operacionais e o sistema de espelhos rotativos da câmara de televisão iniciaram a varredura do ambiente lunar, e as transmissões para a Terra começaram quatro minutos depois do pouso. No dia seguinte, 25 de Dezembro, foram transmitidas as primeiras imagens panorâmicas de TV. Cada uma delas, necessitava de aproximadamente 100 minutos para ser transmitida.
Diferente das suas antecessoras, a sonda esférica mais pesada (113 kg) da Luna 13, carregava um conjunto de instrumentos além do sistema de transmissão de imagens. Um par de braços dobráveis também foi estendido a partir da sonda esférica dessa vez. Um desses braços carregava um penetrômetro, para medir a compactação do solo lunar. O outro braço carregava um densitômetro de retrodifusão, para medir a densidade do solo. Tudo isso, já visando as futuras missões de perfuração e recolhimento de amostras.
A última transmissão da espaçonave foi recebida no dia 28 de dezembro de 1966, às 06:13 UTC, quando então se perdeu contato com a superfície lunar.